# تاکیگاوا کای-۳۶
تاکیگاوا کای-۳۶ (به انگلیسی: Tachikawa_Ki-36) یک هواگرد از نوع دو سرنشینه ساخت شرکت Tachikawa Aircraft Company Ltd است. هواگرد تاکیگاوا کای-۳۶ نخستین پروازش را در ۲۰ آوریل ۱۹۳۸ میلادی انجام داد. در مجموع، تعداد ۱٬۳۳۴ فروند از این هواگرد ساخته شده‌است.